# Mo Cowan
William Maurice "Mo" Cowan (Yadkinville, 4 de abril de 1969) é um advogado e político estadunidense. Atualmente, Cowan é senador júnior pelo estado de Massachusetts. Anteriormente, ele foi conselheiro legal e chefe do gabinete do governador de Massachusetts Deval Patrick, que o escolheu como substituto interino para a vaga deixada no senado por John Kerry em 30 de janeiro de 2013. Ele decidiu não concorrer às eleições senatoriais em 2013, escolhendo completar o mandato de Kerry.
Cowan é o oitavo senador afro-americano dos Estados Unidos e o segundo de Massachusetts, após Edward Brooke. Ele é um dos dois senadores afro-americanos no 113° Congresso, com o senador republicano da Carolina do Sul Tim Scott, que também foi escolhido para suprir uma vaga.